# Ablaberini
Ablaberini is een tribus uit de familie van bladsprietkevers (Scarabaeidae). 

## Taxonomie
De volgende geslachten zijn bij de tribus ingedeeld:
- Ablabera Dejean, 1833
- Camenta Erichson, 1847
- Diplotropis Boheman, 1857
- Eucamenta Péringuey, 1904
- Hybocamenta Brenske, 1898
- Paracamenta Péringuey, 1904
- Tulbaghia Péringuey, 1904